# Plémy
Plémy település Franciaországban, Côtes-d’Armor megyében. Lakosainak száma 1583 fő (2022. január 1.). Plémy Hénon, Moncontour, Plœuc-L'Hermitage, Trédaniel, Plouguenast-Langast és Le Mené községekkel határos.

## Népesség
A település népességének változása:
| Lakosok száma | 1704 | 1580 | 1470 | 1604 | 1576 | 1555 | 1572 | 1587 | 1591 | 1583 |
|               | 1968 | 1982 | 1990 | 2006 | 2013 | 2015 | 2017 | 2019 | 2020 | 2022 |